# Giannetto d'Acquasparta

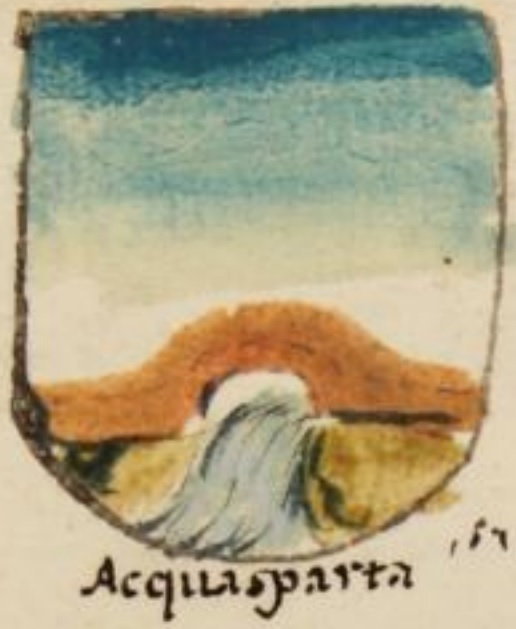
Stemma della famiglia d'Acquasparta

Giovanni Antonio d'Acquasparta, detto Giannetto (Acquasparta, ... – L'Aquila, 2 giugno 1424), è stato un condottiero italiano.

## Biografia
Scarsissime e frammentarie sono le notizie sulla biografia del condottiero Giannetto d'Acquasparta, così come risultano oscure le sue origini. Cresciuto ed avviato alla carriera militare in Umbria, nel 1413 abbandonò il territorio natio per stazionare nella zona compresa tra Bologna e Siena, appoggiando il condottiero Paolo Orsini contro Muzio Attendolo Sforza. Dal 1415 al 1417 fu al servizio della Repubblica di Siena per poter far fronte ad un debito nei confronti di Angelo Tartaglia. Nel 1419 fu militarmente attivo nel territorio compreso tra Todi, Orvieto, Narni, Spoleto ed Assisi, schierato con Muzio Attendolo Sforza contro Braccio da Montone. Nel 1424 prese parte alla guerra dell'Aquila, schierato nell'esercito di quest'ultimo. Nello scontro finale del 2 giugno morì in combattimento per un colpo di lancia mentre era intento a difendere il guado dell'Aterno al fine di coprire la ritirata ai bracceschi. Il cronista aquilano Niccolò Ciminello ricordò con questi versi la sua uccisione in battaglia:
(Niccolò Ciminello, nelle Cronache aquilane)